# Campionato di pallacanestro femminile FIAF 1928
Il campionato di pallacanestro femminile della FIAF 1928 è stato il quinto e ultimo organizzato in Italia. È stato vinto dalla Ginnastica Pro Patria et Libertate A sul Cotonificio Cantoni Castellanza A.

## Verdetto
- Campione d'Italia:  Ginnastica Pro Patria et Libertate

Formazione: Moraschi, Maria Piantanida, Lina Banzi, Angelica Servi, Barbieri, Castiglioni, De Dionigi.